# Municipio de San Marcos La Laguna
Municipio de San Marcos La Laguna är en kommun i Guatemala.   Den ligger i departementet Departamento de Sololá, i den sydvästra delen av landet, 80 km väster om huvudstaden Guatemala City. Municipio de San Marcos La Laguna ligger vid sjön Lago de Atitlán.